# Свети Йоан Предтеча (гробищна църква в Теологос)
„Свети Йоан Предтеча“ (на гръцки: Ιερός Ναός Τιμίου Προδρόμου Θεολόγου) е възрожденска православна църква, гробищен храм на Горната махала на село Теологос на остров Тасос, Егейска Македония, Гърция, част от Филипийската, Неаполска и Тасоска епархия на Вселенската патриаршия.

## История
Църквата е разположен в североизточния край на селото. В 1287 година император Андроник II Палеолог с хрисовул потвърждава собствеността на манастира Филотей над малък манастир със същото име. Над входа на храма има вградена мраморна плоча с надпис ΗΛΥΣΙΑ, а вляво на друга плоча е изписана годината 1899.

## Архитектура
В архитектурно отношение представлява еднокорабен храм, който първоначално е бил засводен, но след сриването на свода е заменен с дървен покрив. Външните размери на храма са 12,98 – 13,50 / 7,47 m. Дебелината на стените е 1,00 m, площта 98,90 m2, а височината 5,00 m. Построена е отначало като гробищен храм, защото има костница.
Вратата е желязна, двойна. Осветлението става през два северни и четири южни прозореца, от които един в светилището. Архитектурата на прозорците показва, че през 1899 г. е направен ремонт на по-стар храм. Подът е циментов и има пейки от трите страни, които са върху иззидана база. От южната страна има владишки трон.
Иконостасът е двуврат и петредов върху полукръгло стъпало. Трите долни зони са разделени с колонки на девет панели. Най-долната зона е с табла, на втория ред са царските икони: „Свети Мина“ с надпис „Την ιεράν ταύτην εικόνα Νήφων Ιερομόναχος Φιλοθεϊτης εκ του χωρίου του θεολόγου αφιέρωσεν εις αϊδιον μνημόσυνον“ и „Χειρ Ευθυμίου μνχΦ εκ λέσβου“, „Свети Йоан Предтеча“, „Света Богородица Елеуса“, „Свети Георги“, „Възкресение Христово“. Над царските икони има дъги, които носят слънце. На следващия ред има шестнадесет малки икони и накрая три фронтона с половин слънца.
Светилището е покрито с плочи. Апсидата има вентилационен отвор. Протезисът, диакониконът и нишата на северната стена са полукръгли.